# Lijst van vlaggen van Frankrijk
Dit is een lijst van vlaggen van Frankrijk.

## Nationale vlag (perFIAV-codering)
|          | Civiele vlag | Staatsvlag | Oorlogsvlag |
| -------- | ------------ | ---------- | ----------- |
| Te land  | · ?          | · ?        | · ?         |
| Te water | · ?          | · ?        | · ?         |

## Vlaggen van bestuurders
| Vlag | Periode | Functie                             | Beschrijving |
| ---- | ------- | ----------------------------------- | ------------ |
|      |         | Vlag van de burgemeester van Parijs |              |

## Militaire vlaggen
| Vlag | Periode | Functie                   | Beschrijving |
| ---- | ------- | ------------------------- | ------------ |
|      |         | Geus van de Franse marine |              |

## Vlaggen van de Vrije Fransen
| Vlag | Periode     | Functie                         | Beschrijving |
| ---- | ----------- | ------------------------------- | --- |
|      | 1940 - 1944 | Vlag van de Vrije Fransen       | De vlag van Frankrijk met een rood Kruis van Lotharingen in het midden.                                                |
|      | 1940 - 1944 | Marinevlag van de Vrije Fransen | Een rood Kruis van Lotharingen in het midden van een witte ruit, met links twee blauwe en rechts twee rode driehoeken. |

## Vlaggen van onafhankelijkheidsbewegingen
| Vlag | Periode | Functie                                                | Beschrijving |
| ---- | ------- | ------------------------------------------------------ | ------------ |
|      |         | Vlag van de onafhankelijkheidsbeweging in Frans-Guyana |              |
|      |         | Vlag van de onafhankelijkheidsbeweging in Guadeloupe   |              |